# 488-й истребительный авиационный полк ПВО

488-й истребительный авиационный полк ПВО (488-й иап ПВО) — воинская часть истребительной авиации ПВО, принимавшая участие в боевых действиях Великой Отечественной войны.

## Наименования полка
За весь период своего существования полк несколько раз менял своё наименование:
- 294-й истребительный авиационный полк[1][2];
- 294-й истребительный авиационный полк ПВО[1][2];
- 488-й истребительный авиационный полк[1][2];
- 488-й истребительный авиационный полк ПВО[1][2];
- Войсковая часть (Полевая почта) 10385[1][2].

## История и боевой путь полка
Полк сформирован как 294-й истребительный авиационный полк 30 марта 1941 года в Одесском военном округе на аэродроме Бородино (Бессарабия) в составе 65-й истребительной авиационной дивизии ВВС Одесского военного округа на основании Приказа НКО СССР № 0018 от 20.03.1941 г. 2 января 1942 года полк телеграммой УВВС КА № 533 от 17.12.1941 г. переименован в 488-й истребительный авиационный полк.
С 5 января 1942 года полк, базируясь на аэродроме Монино, в составе 6-го истребительного авиационного корпуса ПВО Московской зоны ПВО вступил в боевые действия против фашистской Германии и её союзников на самолётах «Харрикейн». Осуществлял прикрытие города и военных объектов Москвы с воздуха, помимо выполнения задач ПВО вылетал на прикрытие своих войск, штурмовку войск противника, действуя в интересах командования наземных фронтов. Первая известная воздушная победа полка в Отечественной войне одержана 27 февраля 1942 года: младший лейтенант Кузнецов А. В. в воздушном бою в районе города Малоярославец сбил немецкий тяжёлый истребитель Messerschmitt Bf.110 (Ме-110).
5 апреля 1942 года полк вместе с 6-м иак ПВО вошёл в состав войск Московского фронта ПВО. Со 2 по 16 октября 1942 года группа лётчиков полка в составе 8-и экипажей вела боевую работу в оперативном подчинении командира 253-го иап на Калининском фронте в составе 106-й истребительной авиационной дивизии ПВО Бологоевского района ПВО.
Весной 1943 года полк начал перевооружаться на американские истребители «Киттихаук». 9 июня 1943 года в связи с преобразованием 6-го иак ПВО в 1-ю воздушную истребительную армию Московского фронта ПВО вошёл во вновь сформированную в составе этого объединения 320-ю истребительную авиадивизию ПВО.
4 июля 1943 года Московский фронт ПВО преобразован в Особую Московскую армию ПВО в составе Западного фронта ПВО. 1 октября 1943 года полк исключён из действующей армии.
28 июля 1944 года полк передан из 320-й иад ПВО в состав 317-ю истребительную авиадивизию ПВО 1-й воздушной истребительной армии Особой Московской армии ПВО Северного фронта ПВО. Во второй половине 1944 года полк начал получать и осваивать английские истребители «Спитфайр»-IX. 24 декабря 1944 года из расформированной Особой Московской армии ПВО вместе с 317-й иад ПВО передан в состав войск Центрального фронта ПВО. 3 мая 1945 года полк передан из 317-й иад ПВО в состав 318-й истребительной авиадивизии ПВО.
Всего в составе действующей армии полк находился: с 2 января 1942 года по 1 октября 1943 года.
Всего за годы Великой Отечественной войны полком:
- Совершено боевых вылетов — 629.
- Проведено воздушных боёв — 26.
- Сбито самолётов противника — 11, из них:
  - бомбардировщиков — 6;
  - истребителей — 5;
- Свои потери (данные на 16.10.1942):
  - лётчиков — 4 (боевые — 2; небоевые — 2);
  - ИТС — 1 (боевые);
  - самолётов — 7 (боевые — 5; небоевые — 2).

## Командиры полка
- подполковник Сотников Сергей Леонтьевич, 07.10.1941 — 31.12.1945[1]

## Послевоенная история полка
После войны полк базировался на аэродроме Монино, выполняя задачи ПВО Москвы в составе 318-й иад ПВО 1-й воздушной истребительной армии ПВО. В Феврале 1946 года 1-я воздушная истребительная армия ПВО переименована в 19-ю воздушную истребительную армию ПВО.
На основании директивы ГШ КА № орг/3/246964 от 23.05.1946 года 488-й истребительный авиационный полк ПВО 8 июня 1946 года расформирован вместе с 318-й истребительной авиационной дивизией ПВО в 19-й воздушной истребительной армии ПВО на аэродроме Монино.